# Buncrana
Buncrana (in irlandese: Bun Cranncha, traducibile in "foce del fiume Crana") è una cittadina irlandese, situata sulla costa occidentale della penisola di Inishowen, sul Lough Swilly. Celebri le tradizioni culturali vivissime del luogo e le immense spiagge dorate, caratteristiche di Inishowen e di gran parte della contea di Donegal.
Qua sono nati il drammaturgo Frank McGuinness e l'attore Ray McAnally. 

## Amministrazione

### Gemellaggi
- Campbellsville
- Fréhel